# بوجان (شمیرانات)

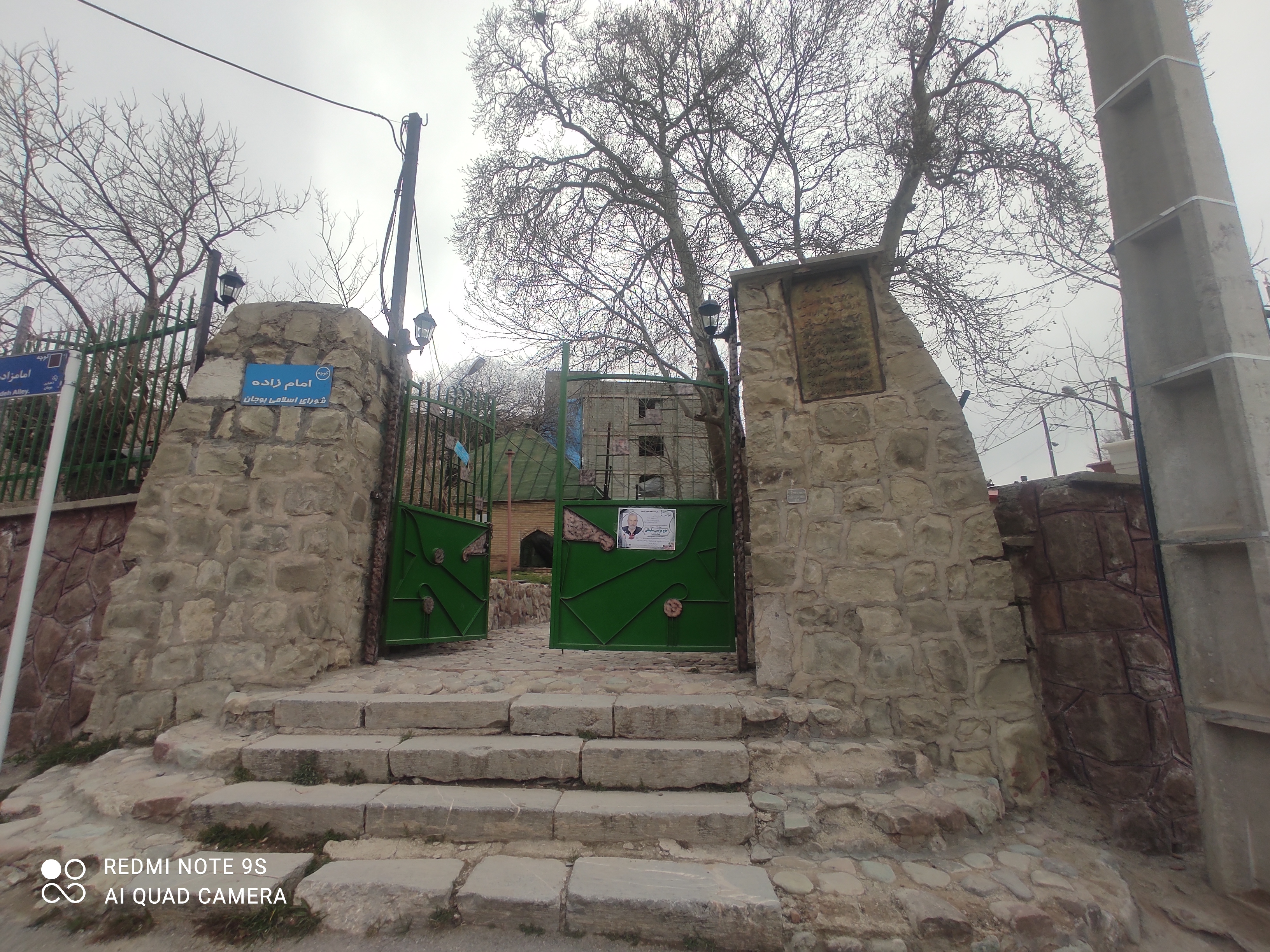
درب اصلی امامزاده (ع)

بوجان یکی از روستاهای دهستان لواسان کوچک بخش لواسانات در شهرستان شمیرانات استان تهران ایران است. این روستا در فاصله چهار کیلومتری از شهر لواسان مرکز بخش لواسانات قرار دارد.

## مردم و گویش بومی

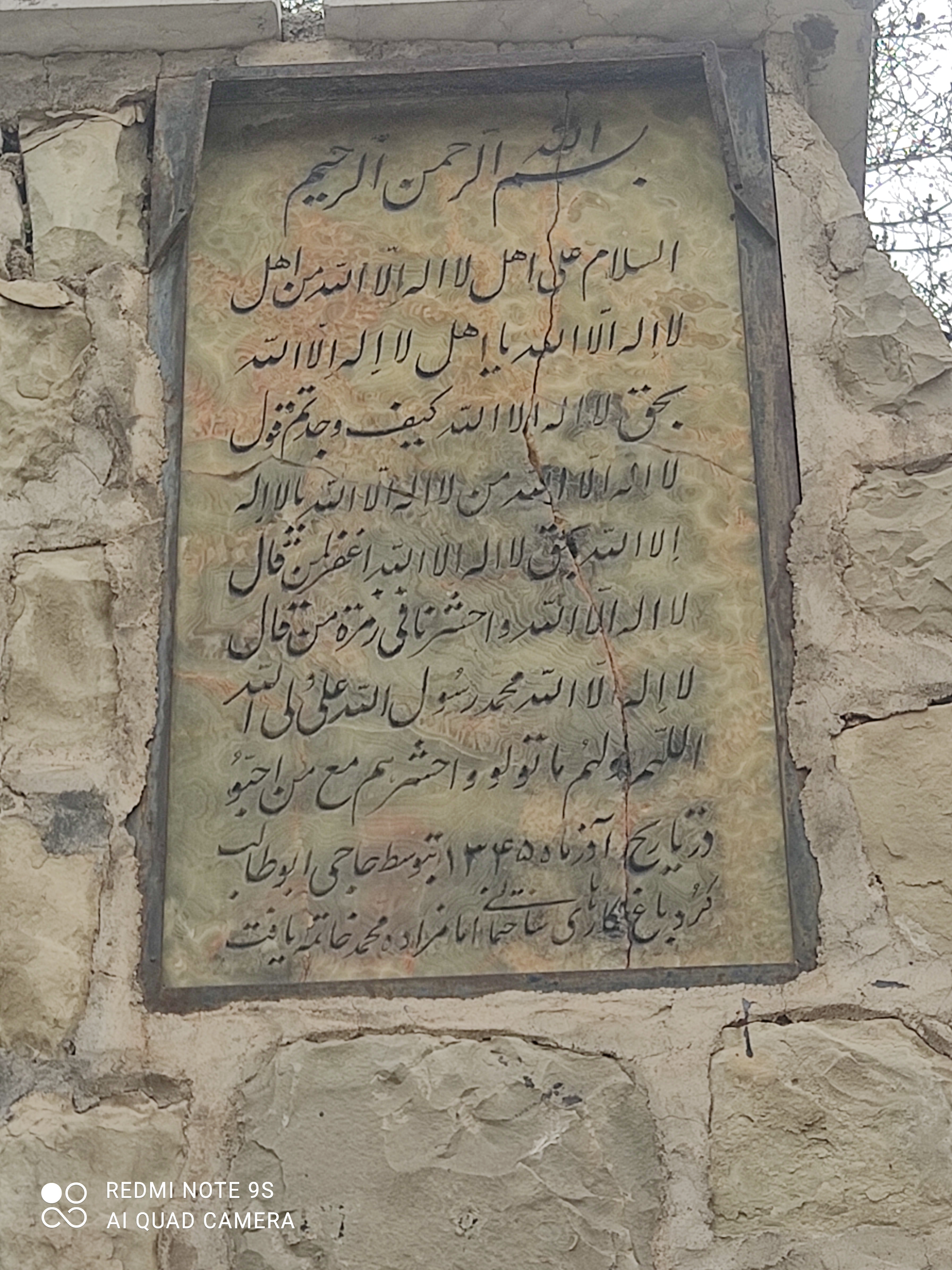
سنگ قابل استناد نصب شده بر درب اصلی امام زاده (ع)

دانشنامه ایرانیکا درباب زبان مردم لواسان آورده‌است: مردم لواسان کاسپینی هستند و زبان بومی آمیخته‌ای از زبان فارسی و زبان‌های کاسپین هست که نزدیک به زبان مازندرانی در روستاهای جنوب شرق لواسان چون وسکاره و ایرا می‌باشد
۶هکتار گندمکاری آبی و ۵ هکتار دیم و ۲۲ هکتار باغ و قلمستان دارد، از آب چاه مشرب می‌شود، محصولش گندم و جو و سیب‌زمینی و لوبیا و سیب و گردو و گیلاس و آلبالو و بعضی از افراد بومی مشغول به کار گله‌داری هستند. شغل اکثریت مردمانی که به تهران مهاجرت کردند شیشه بری می‌باشد
روستای بوجان از قدیمی ترین روستا های بخش شمیرانات بوده و تاریخ آن به زمان ساسانیان می رسد
اثار به جا مانده به نام پستچالی معروف است
جمعیت این روستا بر اساس سرشماری سال۱۳۹۰ حدود۲۶۰نفر در۶۰خانوار بوده‌است.
روستای بوجان تشکیل شده از چند طایفه جهانگیری، عباسی، احدی، کردباغ، شیمی بوجانی، عابدینی و شرفی. بیسادی
بقعه متبرکه امامزاده محمد (ع)
این امامزاده از نوادگان امام موسی کاظم (ع) است. بقعه متبرکه ایشان در روستای بوجان در ۱۰ کیلومتری گلندوک در بخش لواسان کوچک در منطقه ای کوهستانی و خوش آب و هوا واقع شده‌است. بقعه با مساحتی حدود ۲۰ متر مربع در فضایی به وسعت حدود ۲۵۰۰ متر مربع بنا شده‌است و چندین درخت چنار قدیمی نیز در محل بقعه قرار دارد ویکی از قدیمی‌ترین چنارهای تهران می باشد. قدمت بقعه به دوره صفویه بازمی‌گردد. پلان بنا مربع شکل و سقف آن از داخل به صورت مدوراست که در قسمت بالا به صورت گچ بری و دارای طرح شمسه است. این بقعه در سال ۱۳۴۵
بازسازی شده و به صورت آجری درآمده و صحنی حدوداً ۲۰ متری به آن اضافه شد که دیواره‌های آن از بیرون آجرنما بوده و فضای اطراف امامزاده (ع) دیوارکشی و نرده بندی شده و دربی در شمال و درب اصلی بزرگی در شرق آن گداشته شد که تمامی این بازسازی‌ها به استناد سنگ نصب شده بر درب اصلی و اذعان اهالی قدیمی ده بوجان به همت و هزینه شخصی حاج ابوطالب (تراب) کردباغ انجام شد. ایشان در سال ۱۳۸۲ در فضای اطراف همین امامزاده (ع) آرام گرفته‌اند. سپس در سال‌های ۱۳۹۷ الی ۱۳۹۸ توسط شورای ده بوجان دیوارهای تخریب شده بازسازی و شبستانی به آن اضافه شد. اراضی و موقوفات زیادی جزو در آمدهای این بقعه است. بقعه امامزاده محمد بوجان در لیست آثار تاریخی- فرهنگی میراث فرهنگی استان تهران به ثبت رسیده‌است. در شهر لواسان روز تاسوعای بوجان معروف واکثر مردم لواسان ظهر تاسوعا در روستای بوجان هستن و عزاداری می‌کنند مراسم سینه زنی وعلامتکشی مرحوم منصور جهانگیری علمدار بوجان بود